# Giangaetano Vacchini
Giangaetano Vacchini (Milano, 12 febbraio 1932 – Santo Stefano d'Aveto, 28 febbraio 1994) è stato un arbitro di calcio italiano.

## Carriera
Si iscrive alla Sezione A.I.A. "Umberto Meazza" di Milano nei primi anni '50 arbitrando le gare regionali. 
Nel 1959 ottiene il passaggio ai ruoli del Commissariato Arbitri Lega Professionisti (C.A.L.P.) dirigendo gare di Serie D e Serie C.
Esordisce in Serie B dirigendo il 5 settembre 1965 a Reggio Emilia la partita Reggiana-Messina terminata 1-1.
Dopo sei stagioni arriva l'esordio in Serie A dirigendo a Firenze il 16 ottobre 1966 la partita Fiorentina-Mantova (0-0).
In Serie A ha collezionato in cinque stagioni 31 gettoni di presenza. L'ultima partita da lui arbitrata è stata Verona-Roma (1-0) del 16 maggio 1971.